# Аше (Сочи)
Аше́ — курортный микрорайон в Лазаревском районе «города-курорта Сочи» в Краснодарском крае.

## География
Посёлок находится у побережья Чёрного моря, в устье одноимённой реки Аше. Расположен в 3 км к северо-западу от районного центра — Лазаревское, в 57 км от Центрального Сочи и в 135 км к югу от города Краснодар (по прямой). 
Через посёлок проходят федеральная автотрасса А-147 «Джубга-Адлер» и железнодорожная ветка Северо-Кавказской железной дороги. 
Граничит с микрорайонами и населёнными пунктами: Совет-Квадже на северо-западе, Шхафит и Тихоновка на северо-востоке, Мамедова Щель на востоке и Лазаревское на юго-востоке.
Аше расположен в узкой низменной долине, в предгорной зоне Черноморского побережья. Средние высоты на территории микрорайона составляют 38 метров над уровнем моря. Абсолютные высоты в окрестностях достигают 300 метров над уровнем моря. 
Гидрографическая сеть представлена в основном рекой Аше. Местность также богата родниками. 
Климат влажный субтропический. Среднегодовая температура воздуха составляет около +13,5°С, со средними температурами июля около +24,0°С, и средними температурами января около +6,0°С. Среднегодовое количество осадков составляет около 1400 мм. Основная часть осадков выпадает в зимний период. 

## Этимология
Топонимика названия Аше общепризнанно имеет адыго-абхазские корни, но несмотря на это существует несколько версий относительно происхождения названия реки. 
Согласно наиболее распространённой и признанной версии, название Аше восходит к адыгскому слову — «Iэщэ», что в переводе означает — «оружие». В пользу данной версии говорит то, что с давних пор в долине реки Аше проживали искусные оружейники, специализировавшиеся на изготовлении холодного оружия. А в устье реки Аше, на черноморском побережье располагался крупный центр по продаже оружия. 
По другой версии, гидроним возможно восходит к адыгскому «Iэшэ» — «криворукий», что вероятно подразумевало собой многочисленные изгибы реки в верховьях. Также возможен перевод — «река, образованная слиянием трёх рек». 
Существует также версия, что топонимика восходит к абазинскому княжескому роду — Аша, или к абхазскому Ачба. Однако, этот княжеский род в данной местности никогда не проживал. 

## История

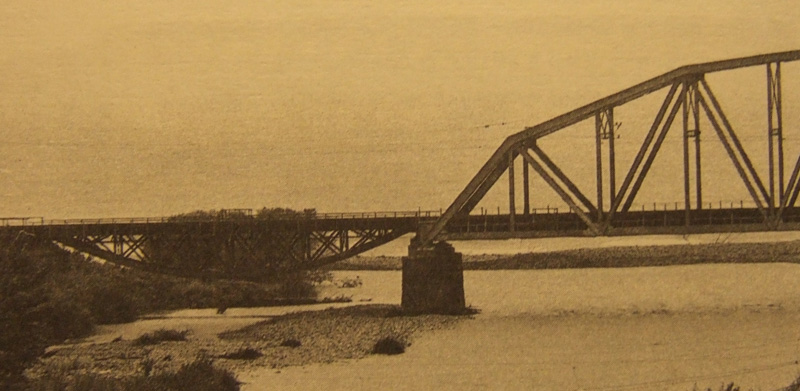
Железнодорожный мост инженера В. Г. Шухова, через реку Аше

Согласно археологическим находкам, люди на территории современного посёлка живут с эпохи каменного века.
С древнейших времён в долине реки Аше проживают местные адыго-абхазские народы. Во времена Боспорского царства, в устье реки Аше был торговый порт.
Во времена Кавказской войны, густозаселённая долина реки Аше была одним из наиболее ожесточённых мест противостояния черкесов против наступавших царских войск.
После завершения Кавказской войны, начался процесс масштабного мухаджирства, в результате которой практически всё оставшееся местное население было выселено в Османскую империю.
Процесс нового заселения низовья реки Аше началось лишь в 1870-х годах. Постепенно в опустевшее побережье начали переселяться русские, армяне и греки.
Точная дата основания посёлка Аше не известно. По данным на 1917 год, посёлок Аше входил в состав Сочинского округа Черноморской губернии.
В 1923 году посёлок был передан в состав Туапсинского района. В 1945 году посёлок Аше передан в состав Лазаревского района.
10 февраля 1961 года посёлок Аше был включён в состав города-курорта Сочи, с присвоением населённому пункту статуса внутригородского микрорайона.

## Курорты
- Кемпинг «Зелёная дубрава»
- Дом отдыха «Южный берег»
- Турбаза «Космос»
- Пансионат «Кавказ»

## Образование
- Средняя школа № 93 — ул. Туристская, 23.

## Улицы
Главной улицей микрорайона является улица Туристская, являющаяся частью федеральной автотрассы А-147.

| Гористая  |
| Репина    |
| Сиреневая |

| Скрябина   |
| Туристская |

| Хризантем |
| Юности    |

## См.также
- Платформа Аше